# Margareta Dorothea von Dalberg
Margareta Dorothea von Dalberg (* um 1610; † 1674) war von 1646 und wohl bis zu ihrem Tod 1674 Äbtissin des Klosters Oberwerth bei Koblenz.

## Herkunft
Margareta Dorothea war eine Tochter von Wolf Dietrich von Dalberg (* um 1570; † 1. Juli 1618, bestattet im Mainzer Dom), kurfürstlich Mainzer Rat und Oberamtmann in Rieneck, in Nieder-Olm und Gau-Algesheim. Er heiratete am 17. August 1604 in Mainz Magdalena, Tochter von Hartmann von Cronberg und Magdalena Brendel von Homburg († 28. August 1616, ebenfalls bestattet im Mainzer Dom). Sie ist die Mutter von Margareta Dorothea. Der Vater heiratete am 26. Februar 1618 ein zweites Mal, Anna Ursula, Tochter von Hans Gottfried von Wallbrunn und Maria Elisabeth Wolf von Sponheim. 

## Kindheit und Ausbildung
Margareta Dorothea verlor 1616 ihre Mutter, 1618 ihren Vater. Damian von Bassenheim, Wolfgang Friedrich von Dalberg († 1621) und Hans Georg von Dalberg († 1644), die beiden letzteren Cousins ihres Vaters, übten nun gemeinsam die Vormundschaft über sie und ihre sieben Geschwister aus (zur übrigen Verwandtschaft siehe: hier). Die Stiefmutter und Witwe, Anna Ursula, trat in dieser Situation als Nonne in Klarissenkloster in Mainz ein. Die Vormünder der Kinder entschieden in dieser Situation, Margareta Dorothea zu Erziehung in das Benediktinerinnenkloster Kloster Oberwerth bei Koblenz zu geben. Hier wurde sie 1634 Nonne. Gesundheitlich ging es ihr in dieser Zeit nicht gut. Sie konnte nur beschränkt zum Klosterleben beitragen. Als Ausgleich zahlte ihre Familie 20 Reichstaler pro Jahr an das Kloster.

## Äbtissin
1646 wurde Margareta Dorothea als Äbtissin des Klosters Oberwerth eingesetzt. Die Dauer ihrer Amtszeit ist umstritten. Zum einen geht die Literatur davon aus, dass sie bis zu ihrem Tod 1674 das Amt ausübte. Andere gehen davon aus, dass sie 1659 (?) durch Philippine von Eltz abgelöst wurde. Allerdings wird sie in einem Dokument vom 5. September 1663 weiterhin explizit als Äbtissin bezeichnet.